# 中國香港運動醫學及科學學會
中國香港運動醫學及科學學會（英語：Sports Medicine and Sports Science Association of Hong Kong, China）是成立於1988年，專門管轄、研究和推廣香港的運動醫學與科學的機構，設立多個有關這些方面的課程，並且出版《運動科學與體能期刊》學術期刊。

## 資料來源
1. ↑  .   [2014-01-17]. （原始内容存档于2021-02-27）. （页面存档备份，存于）
2. ↑  Journal of Exercise Science and Fitness 的存檔，存档日期2013-11-27.

- 運動隊醫隨想︰運動創傷防護培訓 （页面存档备份，存于）
- 專訪香港運動醫學及科學學會會長容樹恆醫生 （页面存档备份，存于）

## 外部連結
- 官方网站 （页面存档备份，存于）